# McConnell’s Mill Covered Bridge
Die McConnell’s Mill Covered Bridge ist eine historische überdachte Holzbrücke unweit vom Slippery Rock Township, im Lawrence County, im US-Bundesstaat Pennsylvania. Die 1874 erbaute Brücke überspannt den Fluss Slippery Rock Creek und ist für PKW befahrbar. Sie befindet sich im McConnells Mill State Park.
Das Design der Brücke ist in der Howe-Truss-Bautechnik ausgeführt und sie ist die längste von vier in solchem Stil gebauten Brücken im Bundesstaat. Ihre höchste Spannweite wie auch die Gesamtlänge beträgt 30,8 Meter. Sie wurde 1957 sowie 1998 überholt.
Die McConnell’s Mill Covered Brücke wurde am 27. Juni 1980 unter der Nummer 80003544 in das National Register of Historic Places aufgenommen.